# Сан-Мигель (залив, Панама)
Сан-Мигель (исп. Golfo de San Miguel) — залив у тихоокеанского побережья Дарьена, района восточной Панамы. Представляет собой эстуарий. В зоне залива есть эстуарии, дельты, ватты, мангровые леса и болота.
Южной границей залива является мыс Гарачинэ (также известный как мыс Гарачина), северная граница залива — мыс Сан-Лоренцо (также известный как Кейп-Гардо).
Площадь залива составляет около 1760 км². Максимальная глубина достигает около 40 м. Для залива характерна амплитуда прилива в 4-5 м. Площадь водосбора — 14877 км² (крупнейшая в Панаме). В залив впадает крупнейшая река Панамы — Туира.
Залив играет важную роль в экономике страны — он поставляет около 70 % улова креветок Litopenaeus occidentalis, чья стоимость составляет 26 млн долларов в год. Кроме того, в меньшем объёме в заливе ловят рыб Cilus, красного пагра, обыкновенного робало, также собирают устриц.
В центральной части побережья залива расположен заповедник Punta Patiño, включающий себя мангровые леса и тропические джунгли и объявленный в 1993 Рамсарским угодьем.
Ранее предлагалось прорыть новый Панамский канал, используя залив Сан-Мигель.